# Essars
Essars [esaʁ] est une commune française située dans le département du Pas-de-Calais en région Hauts-de-France, près de Béthune. Ses habitants sont appelés les Essarois.
La commune fait partie de la communauté d'agglomération de Béthune-Bruay, Artois-Lys Romane qui regroupe 100 communes et compte 275 327 habitants en 2021.

## Géographie

### Localisation
En quittant la ville de Béthune par le nord-est, la commune d'Essars, traversée par la Lawe, se trouve être la première commune de la plaine de Flandre, dans sa partie appelée localement le « bas-pays d'Artois » en raison de la domination historique d'Arras sur ces terres. La commune fait partie des Flandres artésiennes.
Le territoire de la commune est limitrophe de ceux de quatre communes.
Les communes limitrophes sont Locon, Béthune, Annezin et Beuvry.

### Géologie et relief
La superficie de la commune est de 3,72 km2 ; son altitude varie de 18  à   23 m.
Le relief est plat, la variation totale d'altitude ne dépassant pas 5 mètres.
Le terroir, aux sols argileux, a été gagné au Moyen Âge sur des bois et des marais.  L'important réseau de fossés de drainage, qui permit l'assèchement des terres, tend à disparaître en raison de l'urbanisation et du remplacement par des drains enterrés.

### Hydrographie
Le territoire de la commune est situé dans le bassin Artois-Picardie.
La commune est traversée par la Lawe, cours d'eau naturel de 40,97 km, affluent de la Lys et par le Turbeauté 1, d'une longueur de 10,36 km.
En bordure nord-est du territoire communal, un ruisseau secondaire, d'une longueur de 11 km, le courant de la Goutte sépare Essars de Beuvry puis de Locon avant de se jeter dans la Lawe. Au nord-ouest, le courant du Turbeauté longe les terres d'Annezin.
Le canal d'Aire à la Bassée, marque en grande partie la limite communale avec Béthune.

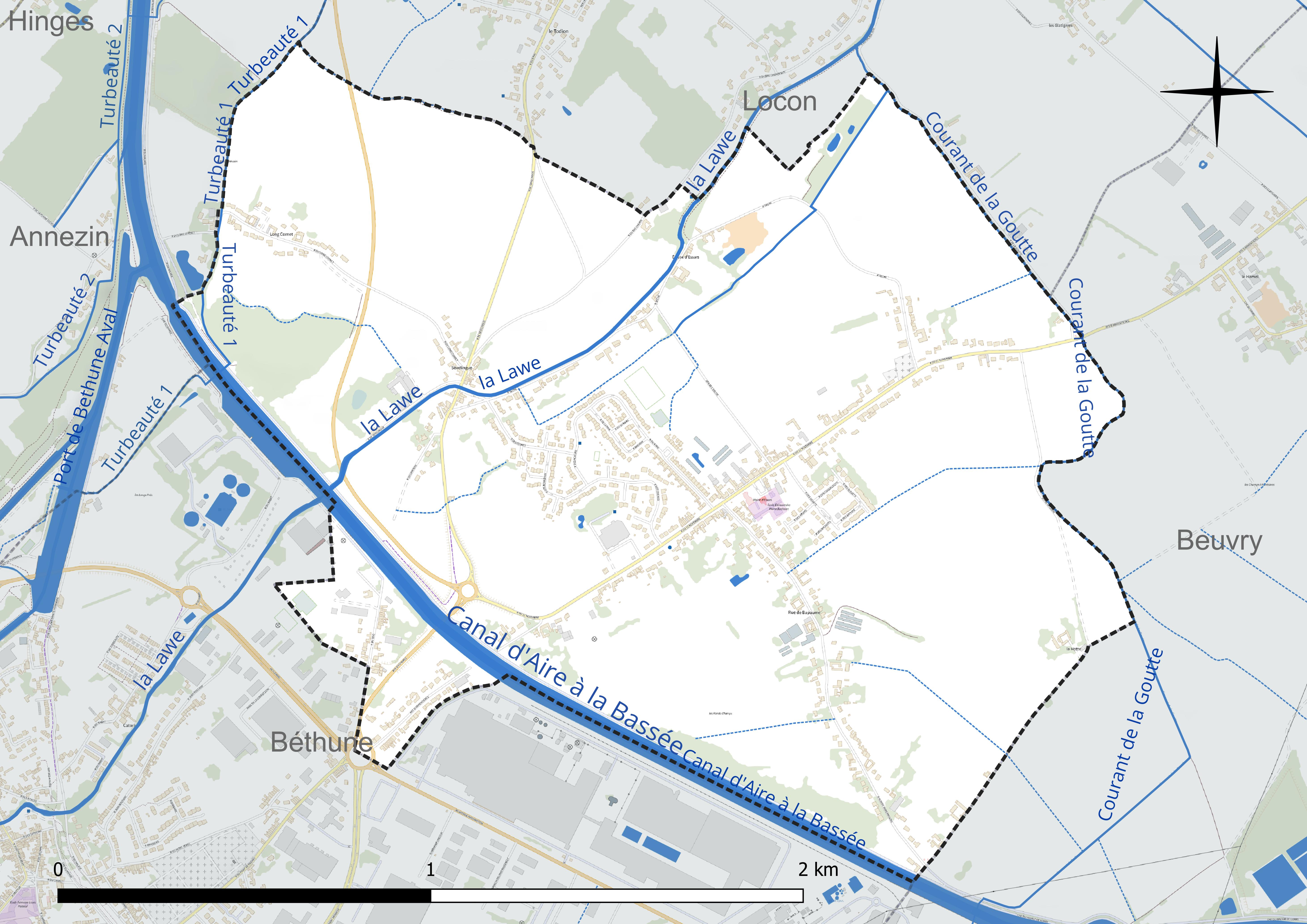
Réseau hydrographique d'Essars.

### Climat
Pour des articles plus généraux, voir Climat des Hauts-de-France et Climat du Pas-de-Calais.
En 2010, le climat de la commune est de type climat océanique dégradé des plaines du Centre et du Nord, selon une étude du CNRS s'appuyant sur une série de données couvrant la période 1971-2000. En 2020, Météo-France publie une typologie des climats de la France métropolitaine dans laquelle la commune est exposée à un climat océanique et est dans la région climatique Côtes de la Manche orientale, caractérisée par un faible ensoleillement (1 550 h/an) ; forte humidité de l’air (plus de 20 h/jour avec humidité relative > 80 % en hiver), vents forts fréquents.
Pour la période 1971-2000, la température annuelle moyenne est de 10,6 °C, avec une amplitude thermique annuelle de 14 °C. Le cumul annuel moyen de précipitations est de 755 mm, avec 11,9 jours de précipitations en janvier et 8,4 jours en juillet. Pour la période 1991-2020, la température moyenne annuelle observée sur la station météorologique la plus proche, située sur la commune de Lillers à 13 km à vol d'oiseau, est de 11,1 °C et le cumul annuel moyen de précipitations est de 731,5 mm,. Pour l'avenir, les paramètres climatiques de la commune estimés pour 2050 selon différents scénarios d'émission de gaz à effet de serre sont consultables sur un site dédié publié par Météo-France en novembre 2022.

### Milieux naturels et biodiversité
Hormis quelques petites parcelles de peupleraies et la couverture arborée des buttes de déblais le long du canal, les boisements sont inexistants.

#### Espèces faunistiques et floristiques
Le site de l’Inventaire national du patrimoine naturel (INPN) recense 197 espèces faunistiques et floristiques sur le territoire de la commune dont 22 protégées et 11 taxons (espèces et sous-espèces) menacées et quasi-menacées.

## Urbanisme

### Typologie
Au 1er janvier 2024, Essars est catégorisée ceinture urbaine, selon la nouvelle grille communale de densité à sept niveaux définie par l'Insee en 2022.
Elle appartient à l'unité urbaine de Béthune, une agglomération inter-départementale regroupant 94  communes, dont elle est une commune de la banlieue,,. Par ailleurs la commune fait partie de l'aire d'attraction de Béthune, dont elle est une commune de la couronne,. Cette aire, qui regroupe 23 communes, est catégorisée dans les aires de 50 000 à moins de 200 000 habitants,.

### Occupation des sols
L'occupation des sols de la commune, telle qu'elle ressort de la base de données européenne d’occupation biophysique des sols Corine Land Cover (CLC), est marquée par l'importance des territoires agricoles (79 % en 2018), en diminution par rapport à 1990 (81,5 %). L'agriculture est consacrée aux céréales, à la betterave sucrière, aux pommes de terre ou au maraîchage.
La répartition détaillée en 2018 est la suivante : 
terres arables (78,8 %), zones urbanisées (17,1 %), zones industrielles ou commerciales et réseaux de communication (3,9 %), zones agricoles hétérogènes (0,2 %). L'évolution de l’occupation des sols de la commune et de ses infrastructures peut être observée sur les différentes représentations cartographiques du territoire : la carte de Cassini (XVIIIe siècle), la carte d'état-major (1820-1866) et les cartes ou photos aériennes de l'IGN pour la période actuelle (1950 à aujourd'hui).

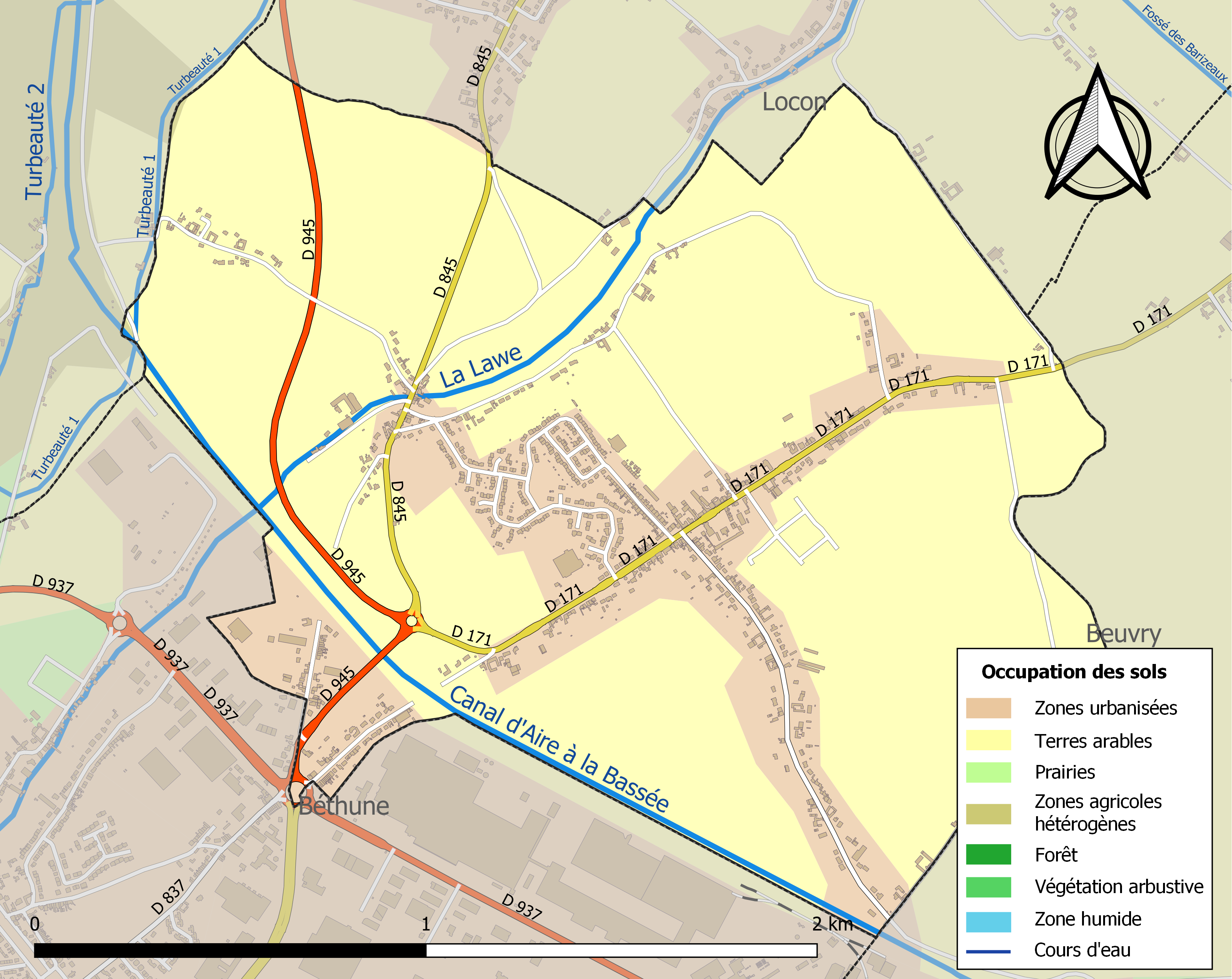
Carte des infrastructures et de l'occupation des sols de la commune en 2018 (CLC).

### Lieux-dits, hameaux et écarts
Le village d'Essars compte actuellement deux hameaux : le Long Cornet (en direction de Hinges) et Sévelingue (sur la route de Locon). Depuis les extensions pavillonnaires des années 1980, l'agglomération bâtie est cependant devenue continue depuis le bourg d'Essars jusqu'à Sévelingue.
Une partie du village  (la rue du Silo et l'ancienne route d'Armentières) s'est trouvée également séparée du reste du territoire lors du creusement du nouveau tracé du canal entre les deux guerres mondiales et rejetée sur la rive sud.
Les documents historiques mentionnent d'autres noms de hameaux : Monchicourt (où se trouvaient les anciennes écluses sur la Lawe), la Motte (dont il subsiste une ferme, rue de la Motte au Bois) et la ferme du Roy (dont l'emplacement est maintenant situé sur le territoire béthunois dans la zone industrielle).

### Voies de communication et transports

#### Voies de communication

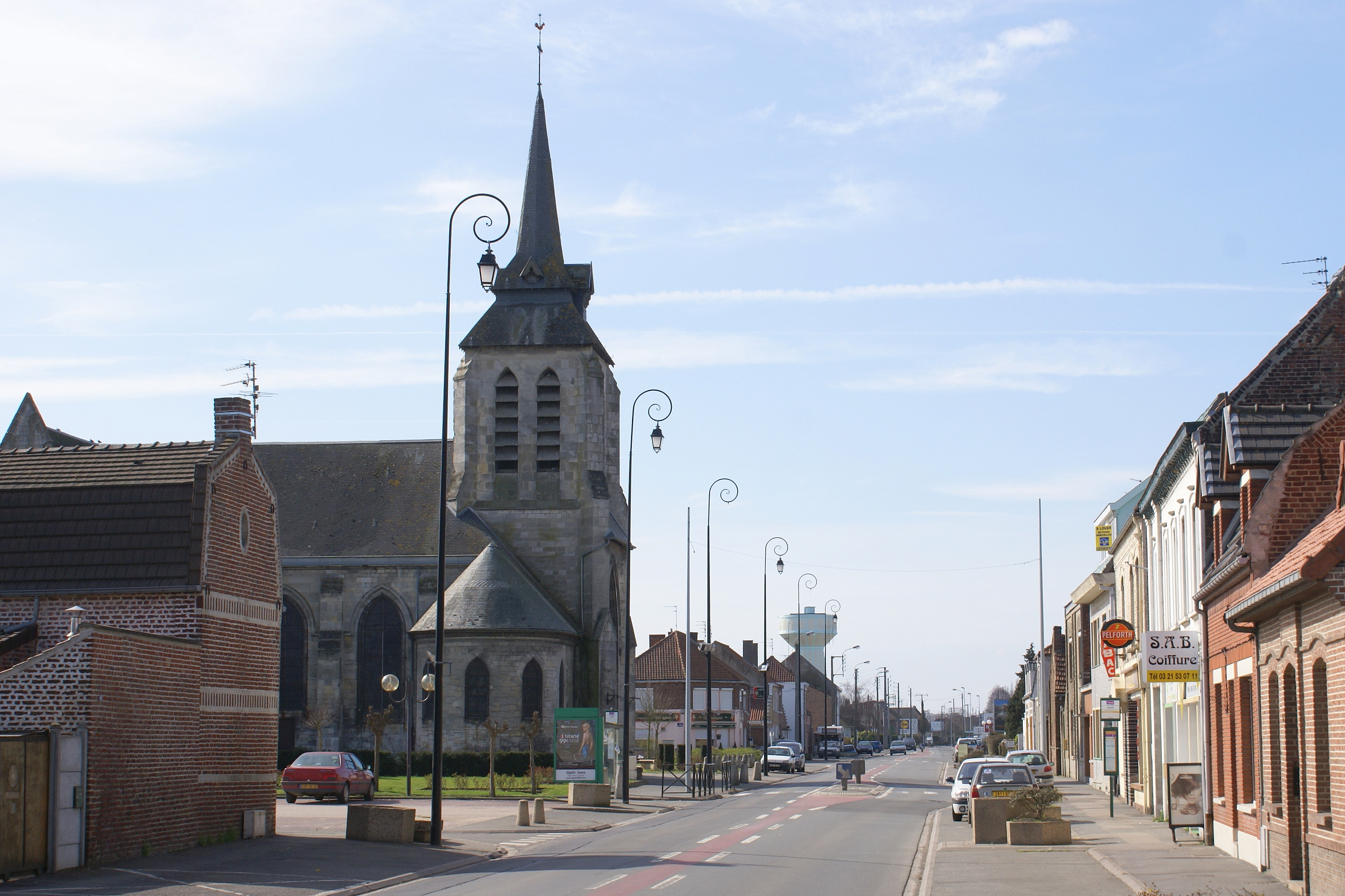
La rue du 11-Novembre, rue principale du village, se trouve être également la route départementale 171 de Béthune à Armentières.

Le village d'Essars est traversé par le CD 171, la route de Béthune à Armentières, tandis que le CD 845, la route de Béthune à Estaires, passe dans le hameau de Sévelingue.
Depuis 2014, la déviation du CD 945 permet de rallier directement l'entrée d'Essars à la zone industrielle de Lestrem, notamment les établissements Roquette Frères en évitant les traversées des secteurs habités de Sévelingue et de Locon.

#### Transports
Le « canal d'Aire à La Bassée » constitue l'un des tronçons de la liaison fluviale Dunkerque-Escaut.
La commune se trouve à 4 km, au nord-est, de la gare de Béthune, située sur les lignes d'Arras à Dunkerque-Locale et de Fives à Abbeville, desservie par des TGV inOui et des trains régionaux du réseau TER Hauts-de-France.
Dans la commune fonctionnait, de 1899 à 1932, la ligne de tramway de Béthune à Estaires, une ancienne ligne de tramway qui circulait de Béthune (Pas-de-Calais) jusqu’à Estaires (Nord).

## Toponymie
Au cours des époques, la graphie du toponyme est longtemps restée instable, se terminant parfois par un « t », parfois par un « s », parfois par les deux.
Le nom de la localité est attesté sous les formes Sart en 1087 ; Sarta vers 1190 ; Sarti en 1222 ; Les Sars en 1308 ; Essart au XVIIIe siècle ; Sars ou Essart en 1739, Essars en 1793 ; Essarts et Essars depuis 1801.
Un acte de donation daté d'environ 1190, compilé dans le cartulaire de Saint-Barthélémy de Béthune, fait mention de la localité par l'expression In Sartis sub Bethunia (dans les défrichés sous Béthune). Très certainement, l'étymologie est donc celle de l'essart (du latin médiéval sartum qui désigne un terrain défriché).

## Histoire

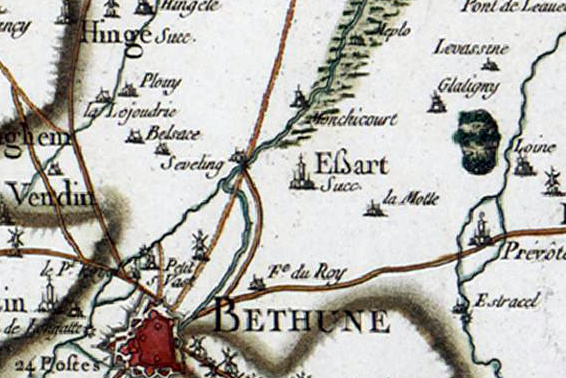
Essars sur la carte de Cassini (XVIIIe siècle).

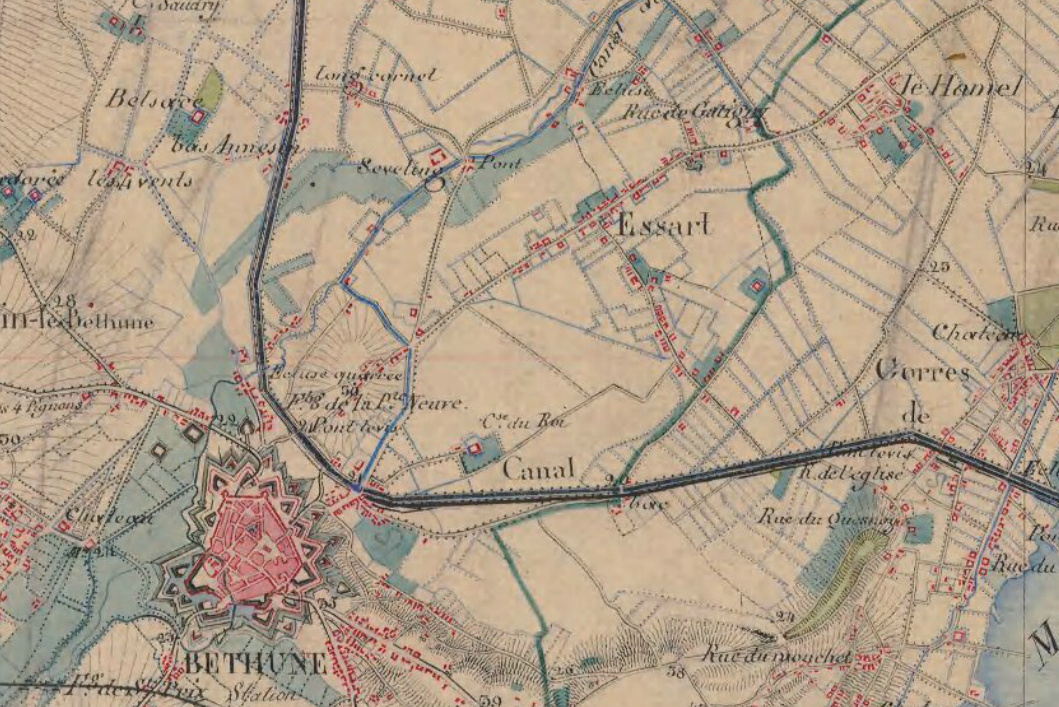
La carte d'état-major (publiée vers 1866 d'après des levés de 1832) montre bien le tracé de l'ancien canal qui contourne Essars par le sud.

### Moyen Âge
À la fin du XIIe siècle, on cultivait à Essars des céréales, car l'endroit était redevable aux prêtres de l'église de Béthune de deux boisseaux de blé, auxquels s'ajoutaient quarante-huit chapons et quarante-huit deniers parisiens.

### Temps modernes
La carte de Cassini, au XVIIIe siècle, fait apparaître le village sous l'écriture « Eßart », avec le symbole d'une église et l'abréviation Succ. indiquant qu'il ne s'agissait pas d'une paroisse autonome. Le village d'Essars fut en effet doté d'une église en 1545 mais qui, pour autant, ne fut desservie que par un chapelain placé sous l'autorité du curé de la paroisse Saint-Vaast de Béthune. Les habitants étaient d'ailleurs tenus de se rendre deux fois par an à la messe à Béthune.
Pendant longtemps, seule la Lawe, canalisée en 1500, servit de voie navigable permettant le commerce fluvial entre Béthune et la Lys.
Sévelingue, hameau d'Essars, était le siège d'une seigneurie avant la Révolution française. Le dernier titulaire a été un notable avant et après 1789 : Jean-Baptiste-Gabriel-Joseph Quecq, chevalier, seigneur de Sévelingue. Fils de Jean-Baptiste-François Quecq, seigneur de la Chérye, d'Henripret, fief sur Seclin, bourgeois de Lille, trésorier de France au bureau des finances de la généralité de Lille et de Marie-Jeanne-Joseph Le Thierry, il nait à Lille en novembre 1755 (baptisé le 9 novembre 1755), devient bourgeois de Lille le 29 décembre 1786, est créé trésorier de France au bureau des finances de la généralité de Lille le 13 mai 1783 et le reste jusqu'en 1790. Après la Révolution française, il est conseiller municipal de Lille, conseiller général du Nord, administrateur des hospices de Lille. Il meurt à Lille le 31 décembre 1827, à 72 ans. Il a pris pour femme à Lille le 17 octobre 1786 Marie-Thérèse-Joseph de Savary (1766-1826), fille d'Henri-Joseph, écuyer, seigneur du Grave, et de Marie-Anne-Catherine-Joseph Dehas, née à Lille en avril 1766 (baptisée le 19 avril 1766) et morte le 4 janvier 1826, à 59 ans.

### Époque contemporaine
En 1825, le canal d'Aire fut inauguré. “L'ancien canal” faisait une boucle jusqu'aux portes de Béthune en passant au sud de la ferme du Roy. Un tracé plus direct, celui du “nouveau canal”, qui coupait en deux le territoire d'Essars, fut ensuite creusé dans les années 1920.

#### Première Guerre mondiale
Durant la Première Guerre mondiale, Essars est le siège d'un cantonnement britannique. Pendant la plus grande partie de la guerre, malgré quelques canonnades et la proximité du front, le secteur reste relativement calme. Quelques habitants des communes voisines qui ont  fui les zones de combat sont venus se réfugier à Essars. En juillet 1917, les enfants de Beuvry viennent même recevoir leur confirmation à l'église d'Essars plutôt qu'à Béthune, jugé moins sûr.  Mais en avril 1918, les forces allemandes lancent une violente offensive et déclenchent la bataille de la Lys. La population civile de toute la région est contrainte d'évacuer dans la précipitation. Les Allemands parviennent à enfoncer la ligne de front que tenaient les Alliés, mais au sud de cette avancée, ils sont arrêtés le 18 avril entre Locon et Essars et n'atteignent pas Béthune. Des bombardements intenses se poursuivront alors jusqu'à la fin de la guerre, provoquant la destruction du village, tout comme celle de Béthune.
La commune est décorée de la croix de guerre 1914-1918 par décret du 25 septembre 1920, distinction également attribuée à 276 autres communes du Pas-de-Calais.

## Politique et administration

### Découpage territorial
La commune se trouve dans l'arrondissement de Béthune du département du Pas-de-Calais, depuis 1801.

#### Commune et intercommunalités
Essars participait à la communauté d'agglomération de l'Artois (Artois Comm.). Elle fait désormais partie de la communauté d'agglomération de Béthune-Bruay, Artois-Lys Romane.

#### Circonscriptions administratives
Avant le redécoupage cantonal de 2014, la commune était rattachée au canton de Béthune-Est. Elle est aujourd'hui rattachée au Canton de Beuvry.

#### Circonscriptions électorales
Pour l'élection des députés, la commune fait partie de la neuvième circonscription du Pas-de-Calais.

### Élections municipales et communautaires

#### Liste des maires
| Période   | Période                  | Identité          | Étiquette | Qualité                         |
| --------- | ------------------------ | ----------------- | --------- | ------------------------------- |
| 1944      | 1947                     | Albert Warembourg |           |                                 |
| 1947      | 1959                     | Jean Bréhon       |           |                                 |
| 1959      | 1986                     | Georges Cabaret   |           |                                 |
| 1986      | mars 2001                | André Binot       |           |                                 |
| mars 2001 | En cours (au 28/03/2021) | Gérard Malbranque | DVG       | Réélu pour le mandat 2020-2026, |

## Équipements et services publics

### Enseignement
La commune est située dans l'académie de Lille et dépend, pour les vacances scolaires, de la zone B.
La commune administre l'école primaire Pierre Bachelet.

### Justice, sécurité, secours et défense
La commune dépend du tribunal judiciaire de Béthune, du conseil de prud'hommes de Béthune, de la cour d'appel de Douai, du tribunal de commerce d'Arras, du tribunal administratif de Lille, de la cour administrative d'appel de Douai, du pôle nationalité du tribunal judiciaire de Béthune et du tribunal pour enfants de Béthune.

## Population et société
Les habitants sont appelés les Essarois.

### Évolution démographique
L'évolution du nombre d'habitants est connue à travers les recensements de la population effectués dans la commune depuis 1793. Pour les communes de moins de 10 000 habitants, une enquête de recensement portant sur toute la population est réalisée tous les cinq ans, les populations de référence des années intermédiaires étant quant à elles estimées par interpolation ou extrapolation. Pour la commune, le premier recensement exhaustif entrant dans le cadre du nouveau dispositif a été réalisé en 2004.

En 2022, la commune comptait 1 765 habitants, en évolution de +3,34 % par rapport à 2016 (Pas-de-Calais : −0,72 %, France hors Mayotte : +2,11 %).
| 1793 | 1800 | 1806 | 1821 | 1831 | 1836 | 1841 | 1846 | 1851 |
| ---- | ---- | ---- | ---- | ---- | ---- | ---- | ---- | ---- |
| 563  | 534  | 520  | 608  | 606  | 627  | 611  | 620  | 584  |

| 1856 | 1861 | 1866 | 1872 | 1876 | 1881 | 1886 | 1891 | 1896 |
| ---- | ---- | ---- | ---- | ---- | ---- | ---- | ---- | ---- |
| 625  | 632  | 684  | 701  | 652  | 577  | 600  | 580  | 579  |

| 1901 | 1906 | 1911 | 1921 | 1926 | 1931 | 1936 | 1946 | 1954 |
| ---- | ---- | ---- | ---- | ---- | ---- | ---- | ---- | ---- |
| 591  | 603  | 600  | 562  | 680  | 743  | 725  | 756  | 965  |

| 1962 | 1968  | 1975  | 1982  | 1990  | 1999  | 2004  | 2006  | 2009  |
| ---- | ----- | ----- | ----- | ----- | ----- | ----- | ----- | ----- |
| 911  | 1 175 | 1 151 | 1 683 | 1 919 | 1 732 | 1 679 | 1 649 | 1 638 |

| 2014  | 2019  | 2022  | - | - | - | - | - | - |
| ----- | ----- | ----- | - | - | - | - | - | - |
| 1 584 | 1 755 | 1 765 | - | - | - | - | - | - |

### Pyramide des âges
En 2018, le taux de personnes d'un âge inférieur à 30 ans s'élève à 32,6 %, soit en dessous de la moyenne départementale (36,7 %). À l'inverse, le taux de personnes d'âge supérieur à 60 ans est de 27,2 % la même année, alors qu'il est de 24,9 % au niveau départemental.
En 2018, la commune comptait 835 hommes pour 907 femmes, soit un taux de 52,07 % de femmes, légèrement supérieur au taux départemental (51,5 %).
Les pyramides des âges de la commune et du département s'établissent comme suit.
| Hommes | Classe d’âge | Femmes |
| ------ | ------------ | ------ |
| 0,1    | 90 ou +      | 0,9    |
| 5,0    | 75-89 ans    | 8,2    |
| 19,6   | 60-74 ans    | 20,4   |
| 20,8   | 45-59 ans    | 20,7   |
| 18,7   | 30-44 ans    | 20,3   |
| 14,5   | 15-29 ans    | 13,1   |
| 21,4   | 0-14 ans     | 16,4   |

| Hommes | Classe d’âge | Femmes |
| ------ | ------------ | ------ |
| 0,5    | 90 ou +      | 1,6    |
| 5,6    | 75-89 ans    | 8,9    |
| 16,7   | 60-74 ans    | 18,1   |
| 20,2   | 45-59 ans    | 19,2   |
| 18,9   | 30-44 ans    | 18,1   |
| 18,2   | 15-29 ans    | 16,2   |
| 19,9   | 0-14 ans     | 17,9   |

## Économie

### Entreprises et commerces

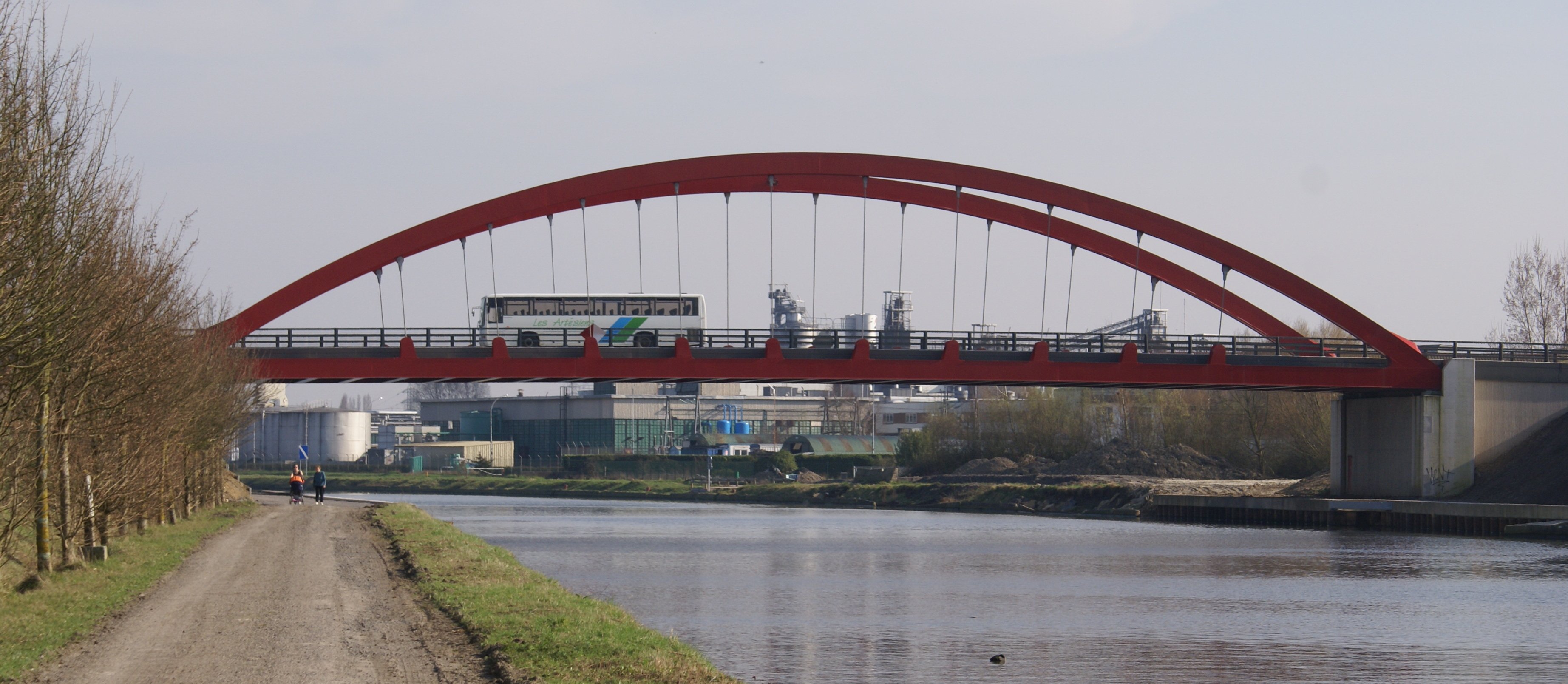
Depuis le pont qui franchit le canal d'Aire à La Bassée, on aperçoit la zone industrielle du « Parc Washington » située sur la rive béthunoise.

À proximité immédiate du territoire communal, en rive sud du canal, sur des terrains qui furent cédés en 1958 par la commune d'Essars à celle de Béthune, se trouve une grande zone industrielle créée au début des années 1960 dans le cadre de la reconversion industrielle du bassin minier du Nord-Pas-de-Calais. Sous le nom actuel de « Parc Washington », elle accueille le port fluvial, l'usine de pneumatiques Bridgestone (auparavant Firestone), l'unité de production européenne de résines synthétiques de SI Group (anciennement Schenectady), le fabricant de cheminées Philippe, etc.
La commune dispose d'un supermarché ainsi que divers petits commerces de proximité.

## Culture locale et patrimoine

### Lieux et monuments

#### Église Saint-Jacques

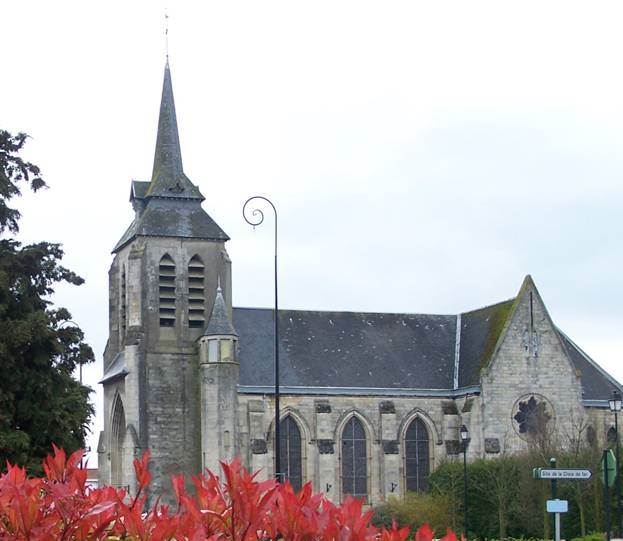
L'église Saint-Jacques.

La première église, dédiée à Saint Jacques, est construite en 1545 sous le règne de Charles Quint, Essars faisant alors partie des Pays-Bas espagnols. Elle reste cependant dépendante de la paroisse béthunoise de Saint-Vaast. En 1645, elle est incendiée lors du siège et de la prise de Béthune par les Français. Réparée grâce à diverses donations, elle est à nouveau saccagée durant la Révolution française. L'église ancienne, qui se dressait à l'angle de l'actuelle rue Warembourg, est entièrement détruite pendant la Première Guerre mondiale. Le bâtiment actuel est édifié une quarantaine de mètres plus loin dans la direction d'Armentières.

#### Croix de Fer

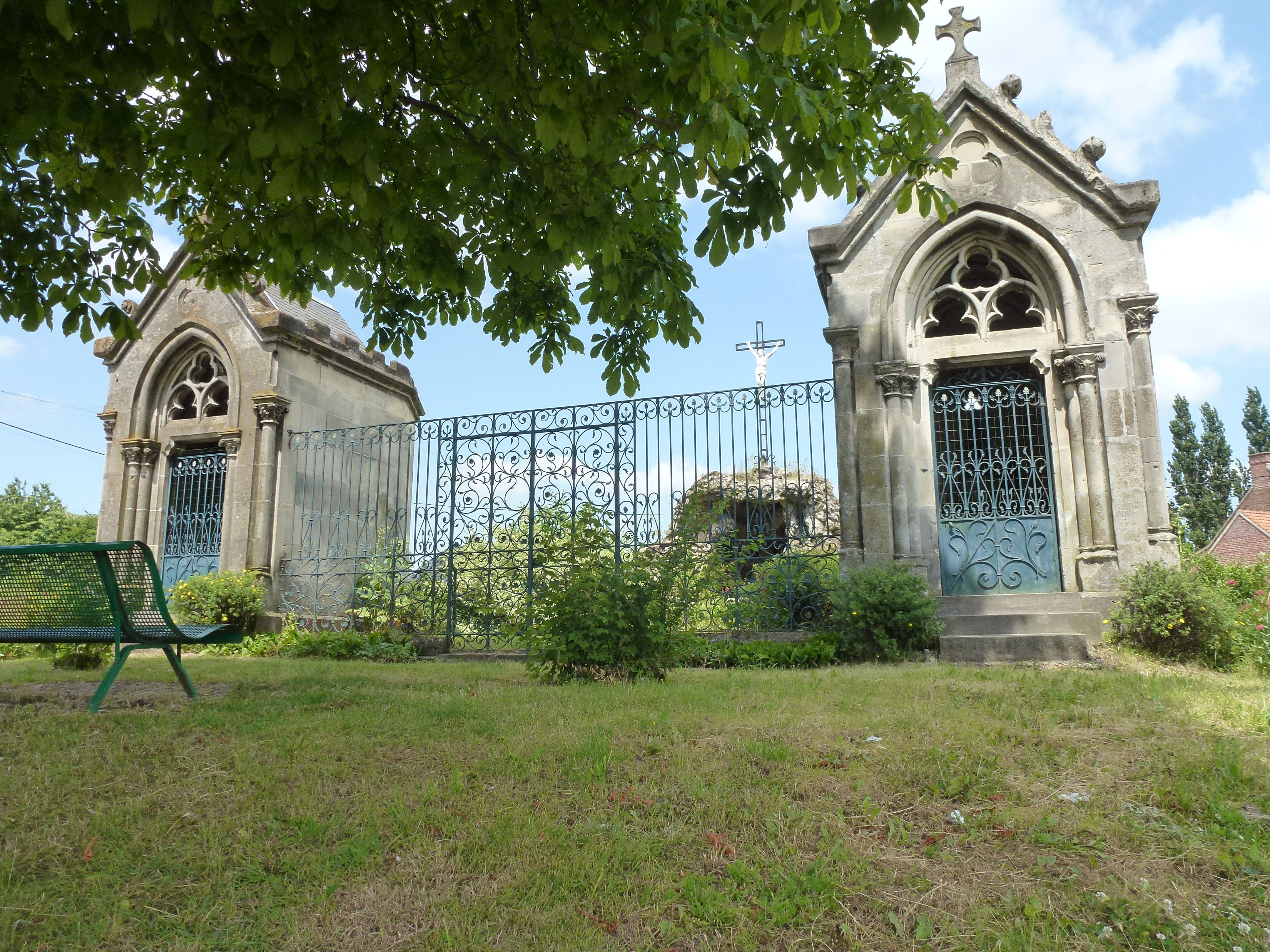
Grotte, calvaire et chapelles de la Croix de Fer.

Au lieu-dit la Croix de Fer se trouve un ensemble d'une grotte avec des statues représentant la « Lamentation du Christ » surmonté d'une croix de fer et entouré de deux chapelles-oratoires. Ce triple monument fut inauguré en 1874.

#### Lieux et monuments commémoratifs des guerres
- Le monument aux morts[43].
- Dans le cimetière communal d'Essars se trouvent une vingtaine de tombes de guerre de la Commonwealth War Graves Commission[44].
- La borne commémorative élevée par le gouvernement portugais à l’endroit où fut repoussé l’armée allemande en avril 1918. Au total, sept bornes sont élevées : deux à Hinges, une à Mont-Bernanchon, à Robecq, Saint-Floris, Beuvry-le-Hamel[45].
- Une rue de la commune porte le nom du 19 mars 1962, en mémoire de la fin de la guerre d'Algérie[44].

### Personnalités liées à la commune
- Pontus Payen est seigneur des Essars le 19 mai 1582, date à laquelle il est anobli par lettres données à Lisbonne. Il est apparenté à Pierre Payen seigneur de Bellacourt (hameau sur Rivière) et Hautecloque, et à Paris Payen, seigneur d'Écoivre[46].

### Héraldique
| Blason de Essars | Blason  | D'azur plain au chef d'argent chargé de trois arbres de sinople.                                                          |
| Blason de Essars | Détails | Armes de la famille des De Saluces (alias Saluzzo, d'origine italienne). Le statut officiel du blason reste à déterminer. |

## Pour approfondir

#### Bases de données, dictionnaires et encyclopédies
- Ressources relatives à la géographie :   - Insee (communes)
  - Ldh/EHESS/Cassini
- Ressource relative à plusieurs domaines :   - Annuaire du service public français
- Notices d'autorité :   - BnF (données)